# Карим Кешаварз
Карим Кешаварз (перс. کریم کشاورز) (1900, Решт — ум. 8 ноября 1986, Тегеран) — известный иранский переводчик и автор рассказов. 

## Биография
Карим Кешаварз был уроженцем провинции Решт провинции Гилян. В 1920-е годы он являлся активным членом Коммунистической партии Ирана, а затем Народной партии Ирана (Туде). Его отец, Хадж Мохаммад Вакил от-Таджер Йазди, был торговцем шелком и депутатом отРешта в Национальном консультативном совете (нижняя палата иранского парламента в шахский период) первого созыва. Его младший брат, Ферейдун Кешаварз, был известным педиатром и одним из руководителей Народной партии Ирана (Туде). За свою политическую деятельность Карим Кешаварз был на 14 месяцев сослан на остров Харк, в Персидском заливе, где он написал свои мемуары под названием «Четырнадцать месяцев на острове Харк». После окончания срока ссылки Карим Кешаварз больше не имел права заниматься работой в государственных учреждениях, и поэтому он параллельно с другим своими занятиями продолжил свою деятельность в качестве переводчика и составителя книг. В 1966 году он стал победителем в номинации «Книга года».

## Переводы научных трудов
1. Петрушевский И.П. Движение сербедаров в Хорасане.
2. Петрушевский И.П. К вопросу о прикреплении крестьян к земле в Иране в эпоху монгольского владычества.
3. Дьяконов И.М. История Мидии.
4. Пигулевская Н.В. История Ирана с древнейших времен до конца XVIII века.
5. Бартольд В.В. К истории орошения Туркестана.
6. Бартольд В.В. История Туркестана.
7. Петрушевский И.П. Ислам в Иране.
8. Оранский И.М. Введение в иранскую филологию.
9. Избранные статьи Бартольда В.В.
10. Руденко М.Б. Курдские сказки.
11. де Голль Ш. Мемуары.
12. Грантовский Э.А. История Ирана с древнейших времен до наших дней.
13. Дьяконов, М.М. Очерк истории древнего Ирана.

## Переводы художественной литературы
1. Лермонтов М. Ю. Герой нашего времени.
2. Максим Горький Детство.
3. Чехов А. П. Враги.
4. Пушкин А.С. Дубровский.
5. Василевская В. Л. Просто любовь.
6. Ги де Мопассан Монт-Ориоль.
7. Абу, Эдмон Король Гор (Le roi des montagnes).

## Составитель
1. «Хезар сал-е наср-е парси» (Тысяча лет персидской прозе).
2. Хассан Саббах (для подростков).
3. Гилянь (для подростков).
4. «Йаддаштха-е сафар-е Хасанак Йазди бе Гилян» (Заметки о путешествии Хасанака Йазди в Гилянь).
5. «Чахардах мах-е дар джазире-е Харг» (Четырнадцать месяцев на острове Харк).

## Интересные факты
В своих переводах Карим Кешаварз часто использовал арабизмы и лишь иногда древние персидские слова и выражения. Он сам признавал это обстоятельство и на одном из мероприятий сказал о том, что «если мне позволит жизнь и я буду продолжать заниматься переводческой деятельностью, то буду стараться вместо арабских слов использовать персидские эквиваленты».